# Quadrangle de Meskhent Tessera
Le quadrangle de la tessère de Meskhenet (en anglais : Meskhent Tessera quadrangle), aussi identifié par le code USGS V-3, est une région cartographique en quadrangle sur Vénus. Elle est définie par des latitudes comprises entre 50° et 75° N et des longitudes comprises entre 60° et 120° E,. Il tire son nom de la tessère de Meskhenet.